# Джангхва Хонґрьон Чон
Джангхва Хонґрьон Чон (буквально «Історія Джанхва та Хонгрьон») — корейська народна казка епохи Чосон.

## Розповідь

### Вступ
Давним-давно був чоловік на ім'я Мурьонг, дружині якого наснився сон, у якому янгол подарував їй чудову квітку. Через десять місяців вона народила гарненьку дівчинку, яку пара назвала «Джанхва» («Квітка троянди»). Через два роки у них народилася ще одна гарненька дівчина, яку назвали «Хонґрьон» («Червоний лотос»). На жаль, мати померла, коли Хонґрьон було п'ять років; і незабаром після цього батько одружився вдруге, щоб продовжити свій рід. Нова мачуха була і потворною, і жорстокою. Вона ненавиділа своїх пасербиць, але приховувала ці почуття, щоб відкрити їх, коли в неї народилося троє синів поспіль, що давало їй велику силу, і вона всіляко знущалася з дівчат. Але Джанхва та Хонґрьон ніколи про це не розповідали батькові.

### Конфлікт
Коли Джангхва досягла повноліття і заручилася, батько сказав своїй другій дружині допомогти Джангхві спланувати весільну церемонію. Мачуха розлютилася, не бажаючи витрачати ні копійки «грошей своєї родини» чи «майбутнього стану своїх синів» на Джангхву. Тож вона придумала брудний план: однієї ночі, коли Джангхва спала, мачуха наказала своєму старшому синові покласти мертвого щура в ліжко Джангхви. Рано-вранці наступного дня вона привела тата в кімнату Джангхви, сказавши йому, що їй наснився поганий сон про її старшу падчерку. Коли вона відсунула покривало на ліжку Джангхви, щось, схоже на дуже кривавий викидень, шокувало всіх у кімнаті. Мачуха звинуватила Джангхву в нецнотливій поведінці, у наявності позашлюбної дитини. Батько повірив у це, Джангхва не знала, що робити, тому вибігла з дому до маленького ставка в сусідньому лісі. Мачуха наказала своєму старшому синові піти за Джангхвою і штовхнути її у ставок. Коли Джангхва тонула, раптово з'явився величезний тигр, який напав на старшого сина мачухи, з'ївши в нього одну ногу й одну руку.
Мачуха отримала те, чого хотіла — смерть Джангхви, — але ціною здоров'я власного сина. Вона обернула свій гнів на Хонґрьон, ненавидячи та знущаючись над падчеркою, що залишилася, більше, ніж будь-коли. Не в змозі витримати таке поводження на додачу до втрати улюбленої сестри, Хонґрьон незабаром пішла за Джангхвою; її тіло знайшли в тому самому ставку, в якому втопилася Джангхва.
Після того, коли в село приходив новий мер, його знаходили мертвим через добу після прибуття. Поки це відбувалося, таємничі чутки поширювалися селом, але ніхто не знав напевно, що сталося з чоловіками і з якої причини.

### Вирішення
Хоробрий молодий чоловік приїхав до села як новий мер. Він знав про смерть попередників, але він не боявся за власне життя. Коли прийшла ніч, він сидів у своїй кімнаті, коли його свічка раптово згасла і жахливі шуми наповнили повітря. Двері відчинилися, щоб спочатку нікого не виявити, але потім новий мер побачив двох молодих привидів жінок. Він запитав їх, хто вони і чому вони вбили попередніх мерів. Плачучи, старша сестра пояснила, що все, що вони хотіли, - це повідомити людям правду. Старша дівчина не була неохайною дівчиною, яка від сорому покінчила життя самогубством. Її підмовила мачуха і вбив її старший напівбрат. Мер попросив привид Джангви про будь -які докази цього. Джангва сказала йому вивчити викидень плід, який мачуха показала жителям села.

### Висновок
Наступного ранку новий мер зробив те, про що його просили привиди сестер. Він викликав Батька, Мачуху та старшого сина й оглянув плід, який, як наполягала Мачуха, походить із тіла Джангхви. Коли він розколов його ножем, виявилося, що це щур. Мачуху і її старшого сина засудили до страти. Проте батька звільнили, оскільки мер вважав, що батько нічого не знав про злий план Мачухи і насправді був просто ще однією жертвою.
Через багато років батько знову одружився. У ніч свого третього весілля він побачив уві сні своїх двох дочок. Вони сказали, що, оскільки все було так, як повинно бути, вони хотіли повернутися до нього. Через дев'ять місяців третя дружина тата народила двійнят. Батько назвав цих близнюків «Джангхва» і «Хонґрьон» і дуже їх любив. Нова сім'я жила довго і щасливо.

## Фільми
Історія була екранізована декілька разів, зокрема:
- Джангхва Хонґрьон Чон (1924), режисер Пак Чжун Хюн
- Джангхва Хонґрьон Чон (1936), режисер Хонг Ге Мен
- Джангхва Хонґрьон Чон (1956), режисер Чон Чанґ хва
- Дайе Джангхва Хонґрьон Чон (1962), режисер Чон Чанґ хва
- Джангхва Хонґрьон Чон (1972), режисер Лі Ю Сеоб
- «Історія двох сестер» (2003) режисера Кіма Джи Уна
- Непрохані (2009) режисер Брати Вартові

## Драма
- Любов і одержимість (серіал)